# Diguetia signata
Espèce
Diguetia signata est une espèce d'araignées aranéomorphes de la famille des Diguetidae.

## Distribution
Cette espèce se rencontre aux États-Unis en Arizona, au Nevada et en Californie et au Mexique au Chihuahua et en Basse-Californie,.

## Description
La femelle holotype mesure 7,7 mm.
Le mâle décrit par Jiménez, Cardiel et Chamé-Vázquez en 2022 mesure 5,0 mm et la femelle 8,13 mm.

## Systématique et taxinomie
Cette espèce a été décrite par Gertsch en 1958.

## Publication originale
- Gertsch, 1958 : « The spider family Diguetidae. » American Museum Novitates, no 1904, p. 1-24 (texte intégral).